# Huambo
Huambo je hlavní město Huambské provincie v Angole. Leží 600 km jihovýchodně od hlavního města Luanda. V letech 1928 až 1975 neslo název Nova Lisboa (Nový Lisabon).
Poslední známý počet obyvatel je 225 268. Podle odhadu World Factbook agentury CIA ale ve městě žilo v roce 2009 až 979 000 lidí.